# Smithfield (Australie-Méridionale)
Pour les articles homonymes, voir Smithfield.
Smithfield est une banlieue de la périphérie nord d'Adélaïde, en Australie-Méridionale. Elle fait partie de City of Playford (en).